# Funció H de Chandrasekhar

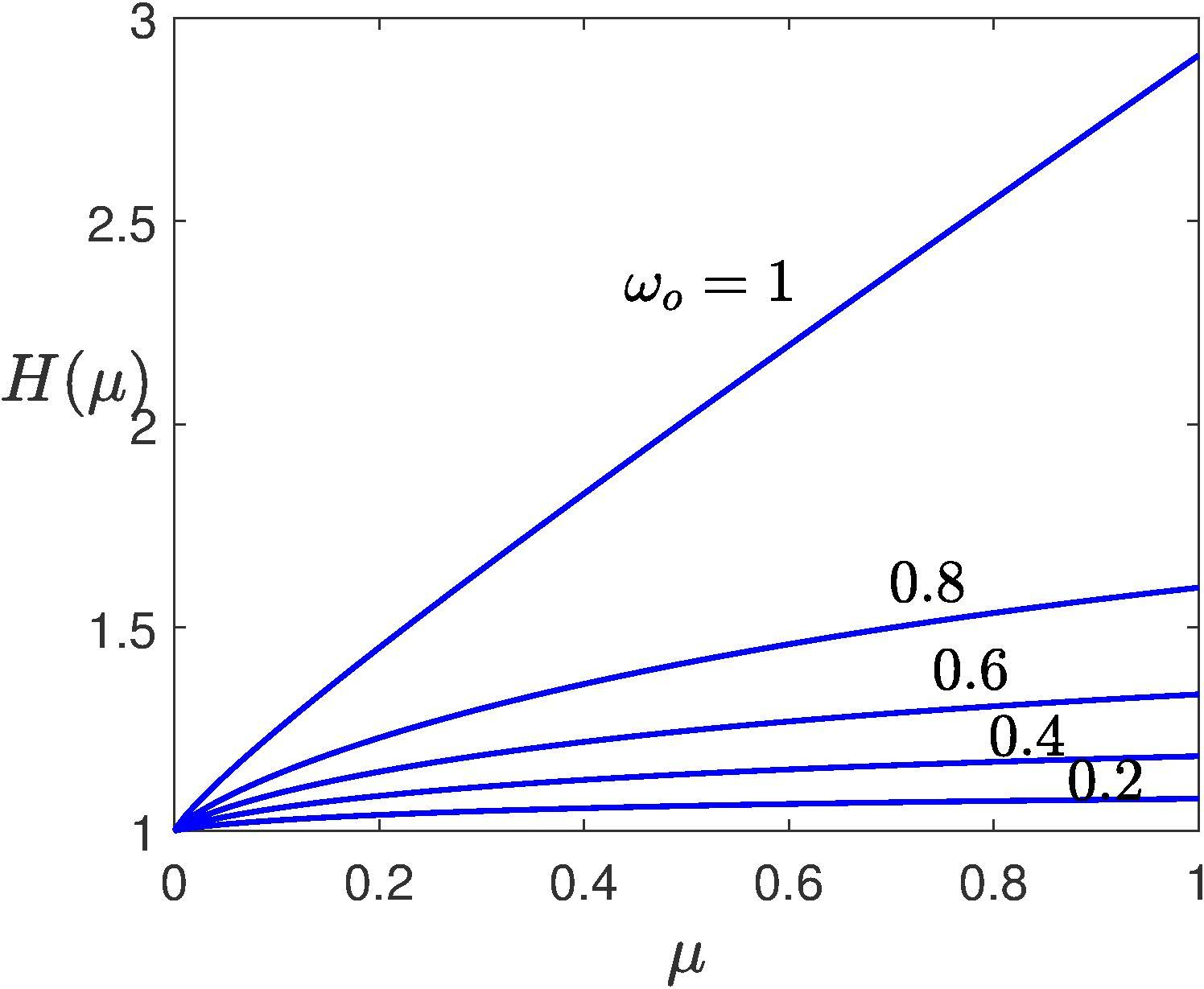
La funció H de Chandrasekhar per a diferents albedos

En la radiació atmosfèrica, la funció H de Chandrasekhar (també coneguda com a funció H d'Ambartsumian o funció H de Busbridge) apareix com la solució de problemes relacionats amb la dispersió, introduïda per l'astrofísic indi estatunidenc Subrahmanyan Chandrasekhar (1910-1995). La funció H de Chandrasekhar {\displaystyle H(\mu )} definida a l'interval {\displaystyle 0\leq \mu \leq 1}, satisfà la següent equació integral no-lineal
{\displaystyle H(\mu )=1+\mu H(\mu )\int _{0}^{1}{\frac {\Psi (\mu ')}{\mu +\mu '}}H(\mu ')\,d\mu '}
on la funció característica {\displaystyle \Psi (\mu )} és un polinomi parcial en {\displaystyle \mu } que compleix la següent condició
{\displaystyle \int _{0}^{1}\Psi (\mu )\,d\mu \leq {\frac {1}{2}}}.
Si la igualtat es compleix en la condició anterior s'anomena cas conservador, altrament no-conservador. L'albedo és donat per {\displaystyle \omega _{o}=2\Psi (\mu )={\text{constant}}}. Chandrasekhar va obtenir una forma alternativa que és més útil per calcular numèricament la funció H, derivant per iteració de la següent manera:
{\displaystyle {\frac {1}{H(\mu )}}=\left[1-2\int _{0}^{1}\Psi (\mu )\,d\mu \right]^{1/2}+\int _{0}^{1}{\frac {\mu '\Psi (\mu ')}{\mu +\mu '}}H(\mu ')\,d\mu '}.
En el cas conservador, l'equació anterior es redueix a: 
{\displaystyle {\frac {1}{H(\mu )}}=\int _{0}^{1}{\frac {\mu '\Psi (\mu ')}{\mu +\mu '}}H(\mu ')d\mu '}.

## Aproximació
La funció H es pot aproximar fins a un ordre {\displaystyle n}:
{\displaystyle H(\mu )={\frac {1}{\mu _{1}\cdots \mu _{n}}}{\frac {\prod _{i=0}^{n}(\mu +\mu _{i})}{\prod _{\alpha }(1+k_{\alpha }\mu )}}}
on {\displaystyle \mu _{i}} són els zeros dels polinomis de Legendre {\displaystyle P_{2n}} i {\displaystyle k_{\alpha }} són les arrels positives i no desaparegudes de l'equació característica associada
{\displaystyle 1=2\sum _{j=1}^{n}{\frac {a_{j}\Psi (\mu _{j})}{1-k^{2}\mu _{j}^{2}}}}
on {\displaystyle a_{j}} són els pesos de quadratura donats per
{\displaystyle a_{j}={\frac {1}{P_{2n}'(\mu _{j})}}\int _{-1}^{1}{\frac {P_{2n}(\mu _{j})}{\mu -\mu _{j}}}\,d\mu _{j}}

## Solució explícita al pla complex
En variable complexa {\displaystyle z}, les equacions H són: 
{\displaystyle H(z)=1-\int _{0}^{1}{\frac {z}{z+\mu }}H(\mu )\Psi (\mu )\,d\mu ,\quad \int _{0}^{1}|\Psi (\mu )|\,d\mu \leq {\frac {1}{2}},\quad \int _{0}^{\delta }|\Psi (\mu )|\,d\mu \rightarrow 0,\ \delta \rightarrow 0}
llavors per {\displaystyle \Re (z)>0}, una solució única ve donada per
{\displaystyle \ln H(z)={\frac {1}{2\pi i}}\int _{-i\infty }^{+i\infty }\ln T(w){\frac {z}{w^{2}-z^{2}}}\,dw}
on la part imaginària de la funció {\displaystyle T(z)} pot desaparèixer si {\displaystyle z^{2}} és real; per exemple, {\displaystyle z^{2}=u+iv=u\ (v=0)}. Llavors s'obté
{\displaystyle T(z)=1-2\int _{0}^{1}\Psi (\mu )\,d\mu -2\int _{0}^{1}{\frac {\mu ^{2}\Psi (\mu )}{u-\mu ^{2}}}\,d\mu }
La solució anterior és única i està delimitada en l'interval {\displaystyle 0\leq z\leq 1} per a casos conservadors. En casos no-conservadors, si l'equació {\displaystyle T(z)=0} admet les arrels {\displaystyle \pm 1/k}, hi ha una altra solució:
{\displaystyle H_{1}(z)=H(z){\frac {1+kz}{1-kz}}}

## Propietats
- {\displaystyle \int _{0}^{1}H(\mu )\Psi (\mu )\,d\mu =1-\left[1-2\int _{0}^{1}\Psi (\mu )\,d\mu \right]^{1/2}}. Per als casos conservadors, això es redueix a {\displaystyle \int _{0}^{1}\Psi (\mu )d\mu ={\frac {1}{2}}}.
- {\displaystyle \left[1-2\int _{0}^{1}\Psi (\mu )\,d\mu \right]^{1/2}\int _{0}^{1}H(\mu )\Psi (\mu )\mu ^{2}\,d\mu +{\frac {1}{2}}\left[\int _{0}^{1}H(\mu )\Psi (\mu )\mu \,d\mu \right]^{2}=\int _{0}^{1}\Psi (\mu )\mu ^{2}\,d\mu }. Per als casos conservadors, això es redueix a {\displaystyle \int _{0}^{1}H(\mu )\Psi (\mu )\mu d\mu =\left[2\int _{0}^{1}\Psi (\mu )\mu ^{2}d\mu \right]^{1/2}}.
- Si la funció característica és {\displaystyle \Psi (\mu )=a+b\mu ^{2}}, on {\displaystyle a,b} són dues constants (s'han de satisfer {\displaystyle a+b/3\leq 1/2}) i si {\displaystyle \alpha _{n}=\int _{0}^{1}H(\mu )\mu ^{n}\,d\mu ,\ n\geq 1} és el n-èsim moment de la funció H, llavors tenim

{\displaystyle \alpha _{0}=1+{\frac {1}{2}}(a\alpha _{0}^{2}+b\alpha _{1}^{2})}
i
{\displaystyle (a+b\mu ^{2})\int _{0}^{1}{\frac {H(\mu ')}{\mu +\mu '}}\,d\mu '={\frac {H(\mu )-1}{\mu H(\mu )}}-b(\alpha _{1}-\mu \alpha _{0})}